# Iddingsit

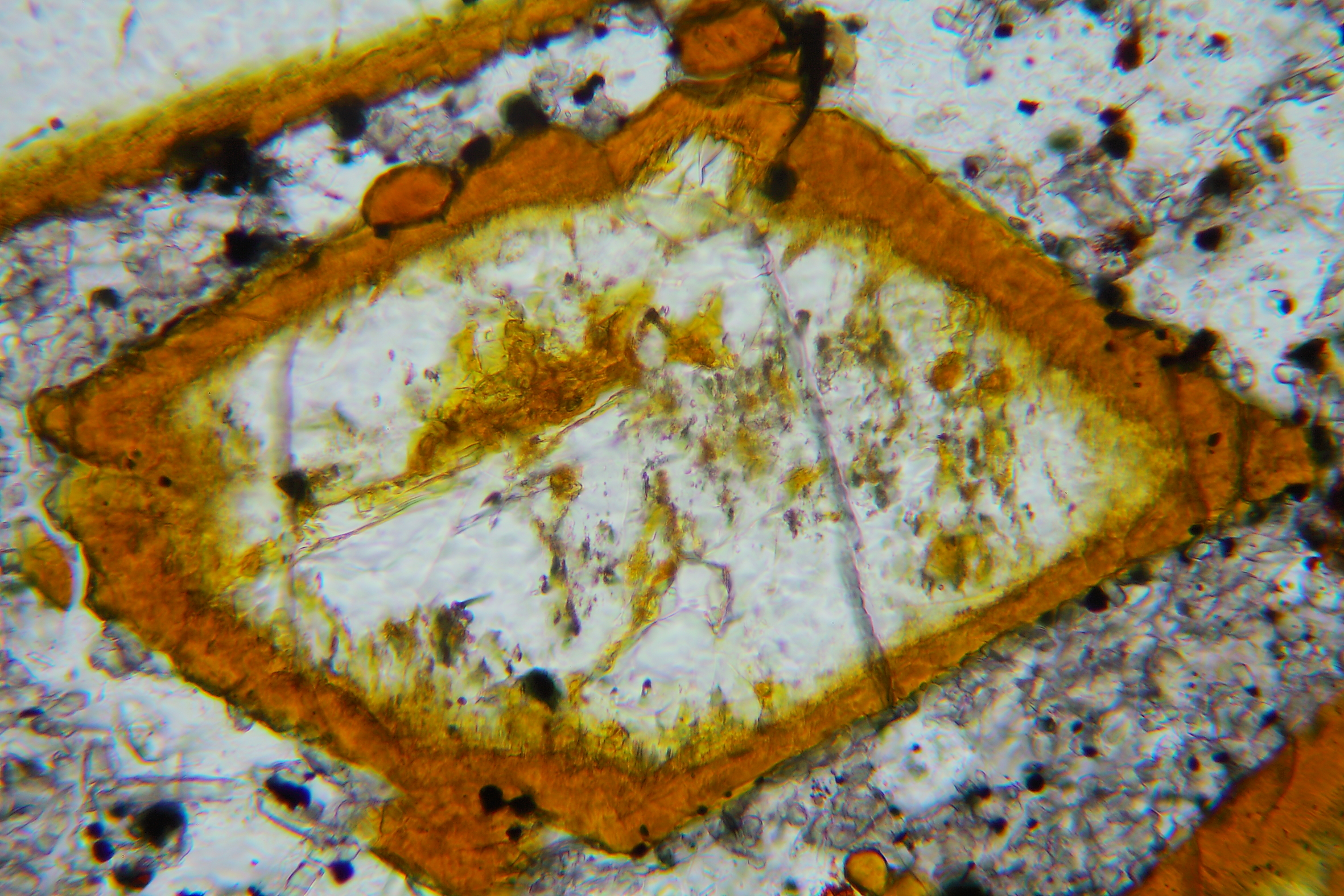
Olivinkristall mi braunem Rand von Iddingsit (Dünnschliff, LPL), Basalt, Vogelsberg

Iddingsit (auch Oroseit), benannt zu Ehren von Joseph Paxson Iddings, ist ein pseudomorphes Umwandlungsprodukt des Minerals Olivin. Iddingsit ist kein eigenständiges Mineral, sondern ein submikroskopisches Mineralgemenge aus Tonmineralen (Chloritgruppe, Smektitgruppe), Eisenoxiden (Goethit, Hämatit) und Ferrihydriden. Es entsteht im intermediären bis hochhydrothermalen Bereich (< 400 °C) bei der Verwitterung von Basalten und kann durchaus als Phänokristall angesehen werden insofern sich sichtbare Kristalle erkennen lassen, die porphyrartig in eine feinkörnige Matrix eingebettet sind. Die Zusammensetzung von Iddingsit ist ständiger Veränderung unterworfen; ausgehend vom ursprünglichen Olivin durchläuft es mehrere Stadien struktureller und chemischer Umwandlungen. Wegen dieses kontinuierlichen Umformungsprozesses kann Iddingsit weder eine definitive Struktur noch eine eindeutige chemische Formel zugewiesen werden. Eine approximative Formel lautet MgO * Fe2O3 *3 SiO2* 4 H2O, wobei zusätzlich CaO für MgO eintreten kann. Auf der Erde beschränkt sich das Vorkommen von Iddingsit auf Vulkanite und Subvulkanite (gebildet durch oberflächennahe Magmeninjektion), in tiefgründigen Magmatiten und Metamorphiten kommt Iddingsit nicht vor. Iddingsit kann extraterrestrischen Ursprungs sein und wird in Meteoriten gefunden. Für die moderne Wissenschaft hat Iddingsit große Bedeutung, da es in Marsmeteoriten entdeckt wurde; mittels radiometrischer Datierung kann somit der Zeitpunkt ermittelt werden, an dem flüssiges Wasser an der Oberfläche des Mars zugegen war.

## Einleitung
Iddingsit ist pseudomorph nach Olivin. Dies bedeutet, dass sich während des Umwandlungsprozesses von Olivinkristallen, der auch als Iddingsitisierung bezeichnet wird, die innere Struktur oder die chemische Zusammensetzung verändert, die äußere Form hingegen erhalten bleibt. Es gibt aber auch Phasen, in denen die atomare Anordnung nur verzerrt wird und sich keine neue endgültige Struktur einstellt. Die Zusammensetzung von Iddingsit unterliegt, ausgehend vom ursprünglichen Olivinkristall, laufenden Abwandlungen und durchläuft viele Stufen strukturellen und chemischen Wandels (Gay, Le Maitre 1961). Wegen seines Auftretens in Meteoriten ist Iddingsit neuerdings wieder zum Forschungsgegenstand geworden. Die folgende Abbildung ist ein Beispiel für Rost auf dem Mars und besteht aus Iddingsit, seinerseits ein Gemisch aus Tonmineralen und Oxiden.
Zur Bildung von Iddingsit wird flüssiges Wasser benötigt – ein Umstand, der Wissenschaftler neuerdings in die Lage versetzt hat, für das Vorhandensein flüssigen Wassers auf dem Mars eine Datierung vornehmen zu können (Swindle, T.D. et al, 2000). So ergaben radiometrische Datierungen mittels der Kalium-Argon-Methode einen Altersbereich von 1300 bis 650 Millionen Jahren BP für das Vorhandensein von flüssigem Wasser auf dem Mars (Swindle, T.D. et al, 2000).

## Zusammensetzung
Iddingsit besitzt keine endgültige chemische Zusammensetzung, es können daher auch keine genauen Berechnungen durchgeführt werden. Für ein hypothetisches Endprodukt aus Iddingsit wurde folgende angenäherte Zusammensetzung berechnet: SiO2 = 16 %, Al2O3 = 8 %, Fe2O3 = 62 % und H2O = 14 %. Während des Umwandlungsprozesses findet ausgehend von der Idealzusammensetzung des Olivins (MgO = 42,06 %, FeO = 18,75 % und SiO2 = 39,19 %) generell ein Verlust an SiO2, FeO und MgO statt, wohingegen der Gehalt an Al2O3 und H2O stetig ansteigt. Chemisch erfolgt durch Oxidation von Fe2+ und Zufuhr von Wasser ein Anstieg im Fe2O3-Gehalt mit gleichzeitigem Verlust an MgO (Gay, Le Maitre 1961). Die chemische Formel für Iddingsit kann angenähert mit MgO * Fe2O3*3 SiO2 * 4 H2O wiedergegeben werden, wobei Ca für Mg in einem Verhältnis von 1:4 eintreten kann (Ross, Shannon 1925). Mit fortschreitendem Umwandlungsprozess können sich auch Spurenanteile von Na2O und K2O hinzugesellen (Gay, Le Maitre 1961).

## Geologisches Vorkommen
Das geologische Vorkommen von Iddingsit beschränkt sich auf extrusive Vulkanite oder Subvulkanite, in tiefgründigen Magmatiten und Metamorphiten ist es nicht vorhanden. Es entsteht während der letzten Abkühlungsphase von Laven als Reaktionsprodukt des Olivins mit Gasen und Wasser (Ross, Shannon 195). Die Bildung von Iddingsit ist nicht von der ursprünglichen Zusammensetzung des jeweiligen Olivins abhängig, vielmehr wird sie vom Oxidationszustand und vom Wassergehalt beeinflusst. Vorbedingung zum Entstehen von Iddingsit sind wasserreiche Magmen (Edwards 1938). Die Umwandlung des Olivins zu Iddingsit erfolgt unter stark oxidierenden Bedingungen bei niedrigem Druck und mittleren Temperaturen (<400 °C). 

## Struktur
Wegen der Vielfalt der möglichen Umwandlungsphasen des Olivins kann die Struktur von Iddingsit nur sehr schwierig charakterisiert werden. Iddingsit neigt dazu, sich optisch homogen zu verhalten. Dieser Sachverhalt lässt auf eine zugrundeliegende Struktur schließen. Es hat sich herausgestellt, dass die strukturellen Umformungen von Abfolgen hrxagonal dichtest gepackter Sauerstofflagen gesteuert werden. Diese Sauerstofflagen verlaufen senkrecht zur X-Achse und sind somit parallel zur Z-Achse der Olivin-Elementarzelle orientiert. Zweifellos üben diese Sauerstoffionenlagen innerhalb des Olivins eine starke Kontrolle über den strukturellen Aufbau der Umwandlungsprodukte aus. 
Röntgendiffraktometrische Untersuchungen an Iddingsit ergaben fünf Strukturtypen, die im Verlauf des Umwandlungsprozesses auftreten können (Gay, Le Maitre 1961):
- Olivin-ähnliche Strukturen
- Goethit-ähnliche Strukturen
- Hämatitstrukturen
- Spinellstrukturen und
- Silikatstrukturen

Olivin besitzt orthorhombische Symmetrie und kristallisiert in der Raumgruppe Pbnm (Brown, 1959). Olivin-ähnliche Strukturen entstehen durch Eindringen von Fremdionen in die Olivinstruktur während des einsetzenden Umwandlungsprozesses (Gay, Le Maitre 1961). Ihre Elementarzellen haben die Dimensionen a = 4,8, b = 10,3 und c = 6,0 (in Angström), gehören ebenfalls zur Raumgruppe Pbnm und haben einen d-Wert von 2,779 (Angström). Der Olivinkristall ist folgendermaßen aufgestellt: a liegt parallel zur kristallographischen X-Achse, b liegt parallel zur Y-Achse und c liegt parallel zur Z-Achse (Brown, 1959). Röntgendiffraktometrische Muster von Iddingsit variieren ausgehend von echten Olivinmustern hin zu äußerst diffusen Fleckenmustern. Dies wiederum lässt auf eine Verformung der Olivinstruktur schließen, welche durch den Einbau von Fremdatomen hervorgerufen wurde (Gay, Le Maitre 1961).
Goethit-ähnliche Strukturen sind recht häufig, da Goethit in derselben Raumgruppe wie Olivin kristallisiert (Brown, 1959). Goethit kann deswegen auch innerhalb der Olivinstruktur heranwachsen und sich die dichtestgepackten Sauerstofflagen im Olivin zu Nutze machen (Gay, Le Maitre 1961). Goethit-ähnliche Strukturen haben die Elementarzellendimensionen a = 4,6, b = 10,0 und c = 3,0 (Angström) (Brown, 1959). Röntgendiffraktometrische Muster von Goethit-ähnlichen Strukturen sind diffus, obwohl das Material eine geregelte Ausrichtung zeigt und die Achsenrichtungen sogar mit denen des Olivins übereinstimmen können (Brown 1959). Bevorzugt wird hierbei eine identische Z-Achse (Gay, Le Maitre 1961). 
Hämatit-ähnliche Strukturen sind in etwa mit den Goethit-ähnlichen Strukturen vergleichbar. Hämatit kristallisiert im trigonalen Kristallsystem, sein Kristallgitter besteht aus einer nahezu hexagonal dichtesten Kugelpackung aus Sauerstoffatomen und auch seine strukturelle Ausrichtung ist mit der des Olivins vergleichbar (Gay, Le Maitre 1961). Kommt es zur Zwillingsbildung dann präsentiert sich Hämatit-ähnlicher Iddingsit folgendermaßen: die a-Achse des Olivins verläuft parallel zur c-Achse des Hämatits, die b-Achse des Olivins liegt mehr oder weniger parallel zur [010]-Ebene des Hämatits und die c-Achse des Olivins liegt mehr oder weniger parallel zur [210]-Ebene des Hämatits (Brown, 1959). Diese Hämatit-ähnliche Struktur ist sehr gut ausgerichtet und verdankt ihre Existenz der hohen Stabilität des Anionengitters, durch welches Kationen relativ freizügig wandern können (Gay, Le Maitre 1961).
Spinellstrukturen bestehen aus kubischen Oxiden mit kubischer Dichtestpackung. Spinellstrukturen haben gegenüber Olivin eine verdrehte Ausrichtung und werden von Lagen mit Dichtestpackung determiniert (Gay, Le Maitre 1961). Die Verdrehung lässt sich wie folgt beschreiben: die a-Achse des Olivins verläuft parallel zur (111)-Fläche des Spinells, die b-Achse des Olivins ist mehr oder weniger parallel zur (112)-Fläche des Spinells und die c-Achse des Olivins ist mehr oder weniger parallel zur (110)-Fläche des Spinells. Umwandlungen mit Spinellstrukturen kommen relativ selten im Iddingsit vor, ihre Anwesenheit macht sich dafür aber mit einem deutlichen Diffraktionsfleck bemerkbar und sind folglich leicht zu identifizieren.
Silikatstrukturen sind unter den aufgeführten Strukturen am variabelsten. Sie bestehen gewöhnlich aus Anordnungen hexagonaler Zylinder, deren Längsachsen parallel mit der X-Achse des Olivins verlaufen und deren hexagonale Seiten parallel zur Z-Achse des Olivins ausgerichtet sind. Diffraktionseffekte dieser Strukturen können auf die Bildung von Schichtsilikatstrukturen zurückgeführt werden, deren jeweilige Lagen jedoch in ihrer Übereinanderstapelung stark gestört sind (Gay, Le Maitre 1961).

## Physikalische Eigenschaften
Iddingsit ist pseudomorph nach Olivin. Die Olivinkristalle werden dabei meist von einer dünnen Schicht umgeben, die aus gelbbraunem oder grünlichem kryptokristallinen Material besteht (Brown 1959). Iddingsit kann aber auch in Spaltrisse eindringen. Die Farbe von Iddingsit ist variabel, Farbschattierungen reichen von Gelbbraun nach Orangebraun bis hin nach tiefen Rubinrot und Orangerot. Iddingsit ist schwach pleochroitisch. Unter einfach polarisiertem Licht sind dieselben Farbtöne zu beobachten, erst in den späteren Umwandlungsphasen werden die Farben aufgrund des durch Pleochroismus verursachten Verstärkungseffekts dunkler. Im Verlauf des Umwandlungsprozesses erhöht sich gewöhnlich der Brechindex nbeta, der bei 1,9 liegt. Mit voranschreitender Umwandlung verstärkt sich außerdem die Doppelbrechung und die Dispersion.
Einige Iddingsitproben besitzen nach Ablauf der Umwandlungen Spaltbarkeiten, die meisten Proben sind jedoch derb massiv und ohne Spaltflächen (Gay, Le Maitre 1961). Dünnschliffe aus Lismore in Australien zeigen lamellaren Habitus mit einer gut ausgebildeten Spaltflächenschar und zwei sich im rechten Winkel schneidenden untergeordneten Spaltflächenscharen. Ihr Brechindex nalpha liegt zwischen 1,68 und 1,70, ngamma zwischen 1,71 und 1,72 und die Doppelbrechung bei 0,04 (Brown, 1959). Durchschnittlich liegt die Dichte von Iddingsit bei 2,65 und die Härte bei 3 (Härte von Calcit). Aufgrund des sich im Verlauf des Umwandlungsprozesses einstellenden Strukturwandels unterliegen alle physikalischen Daten jedoch einer gewissen Variationsbreite.